# Sceliphron formosum
Sceliphron formosum är en biart som först beskrevs av Frederick Smith 1856.
Sceliphron formosum ingår i släktet Sceliphron och familjen grävsteklar.

## Underarter
Arten delas in i följande underarter:
- Sceliphron formosum bruinjnii
- Sceliphron formosum formosum
- Sceliphron formosum ocellare